# Inula sabuletorum
Inula sabuletorum là một loài thực vật có hoa trong họ Cúc. Loài này được Czern. ex Lavrenko mô tả khoa học đầu tiên năm 1926.